# Copa de Francia de Ciclismo 2013
La Copa de Francia de Ciclismo de 2013 fue la 21.ª edición de la competición. Comenzó el 27 de enero con el G. P. Ouverture la Marsellesa y finalizó el 6 de octubre con la celebración del Tour de Vendée. Se disputaron las mismas pruebas que la edición anterior con la excepción de la baja de la Flèche d’Emeraude que dejó de ser puntuable. Para igualar el número de pruebas se incluyó el Gran Premio de la Somme.
Formaron parte de la competición dieciséis pruebas y al final de ellas el ganador fue Samuel Dumoulin del equipo Ag2r La Mondiale. Además Bryan Coquard venció en la clasificación de los jóvenes, mientras que por equipos ganó la FDJ.fr.

## Resultados
| Fecha            | Carrera                             | Ganador             | Equipo del ganador           | Líder de la clasificación individual | Líder de la clasificación por equipos |
| 27 de enero      | Gran Premio Ouverture la Marsellesa | Justin Jules        | La Pomme Marseille           | Justin Jules                         | Ag2r La Mondiale                      |
| 16 de marzo      | Clásica de Loire-Atlantique         | Edwig Cammaerts     | Cofidis, Solutions Crédits   | Justin Jules                         | Cofidis, Solutions Crédits            |
| 17 de marzo      | Gran Premio Cholet-Pays de Loire    | Damien Gaudin       | Europcar                     | Justin Jules                         | Cofidis, Solutions Crédits            |
| 29 de marzo      | Route Adélie                        | Alessandro Malaguti | Androni Giocattoli-Venezuela | Justin Jules                         | Ag2r La Mondiale                      |
| 9 de abril       | París-Camembert                     | Pierrick Fédrigo    | FDJ.fr                       | Justin Jules                         | FDJ.fr                                |
| 11 de abril      | Gran Premio de Denain               | Arnaud Démare       | FDJ.fr                       | Justin Jules                         | FDJ.fr                                |
| 13 de abril      | Tour de Finisterre                  | Cyril Gautier       | Europcar                     | Justin Jules                         | FDJ.fr                                |
| 14 de abril      | Tro Bro Leon                        | Francis Mourey      | FDJ.fr                       | Justin Jules                         | FDJ.fr                                |
| 25 de mayo       | Gran Premio de Plumelec-Morbihan    | Samuel Dumoulin     | Ag2r La Mondiale             | Anthony Geslin                       | FDJ.fr                                |
| 26 de mayo       | Boucles de l'Aulne                  | Matthieu Ladagnous  | FDJ.fr                       | Anthony Geslin                       | FDJ.fr                                |
| 28 de julio      | Polynormande                        | José Gonçalves      | La Pomme Marseille           | Anthony Geslin                       | FDJ.fr                                |
| 25 de agosto     | Châteauroux Classic de l'Indre      | Bryan Coquard       | Europcar                     | Bryan Coquard                        | FDJ.fr                                |
| 15 de septiembre | Tour du Doubs                       | Aleksejs Saramotins | IAM Cycling                  | Anthony Geslin                       | FDJ.fr                                |
| 20 de septiembre | Gran Premio de la Somme             | Preben Van Hecke    | Topsport Vlaanderen-Baloise  | Anthony Geslin                       | FDJ.fr                                |
| 22 de septiembre | Gran Premio de Isbergues            | Arnaud Démare       | FDJ.fr                       | Bryan Coquard                        | FDJ.fr                                |
| 6 de octubre     | Tour de Vendée                      | Nacer Bouhanni      | FDJ.fr                       | Samuel Dumoulin                      | FDJ.fr                                |

## Clasificaciones

### Individual
| Posición | Ciclista           | Equipo             | Puntos |
| -------- | ------------------ | ------------------ | ------ |
| 1        | Samuel Dumoulin    | Ag2r La Mondiale   | 155    |
| 2        | Bryan Coquard      | Europcar           | 149    |
| 3        | Anthony Geslin     | FDJ.fr             | 128    |
| 4        | Yannick Martinez   | La Pomme Marseille | 111    |
| 5        | Arnaud Démare      | FDJ.fr             | 100    |
| 6        | Justin Jules       | La Pomme Marseille | 93     |
| 7        | Julien Simon       | Sojasun            | 93     |
| 8        | Nacer Bouhanni     | FDJ.fr             | 75     |
| 9        | Yauheni Hutarovich | Ag2r La Mondiale   | 73     |
| 10       | Francis Mourey     | FDJ.fr             | 68     |

### Jóvenes
| Posición | Ciclista             | Equipo                       | Puntos |
| -------- | -------------------- | ---------------------------- | ------ |
| 1        | Bryan Coquard        | Europcar                     | 149    |
| 2        | Yannick Martinez     | La Pomme Marseille           | 11     |
| 3        | Arnaud Démare        | FDJ.fr                       | 100    |
| 4        | Nacer Bouhanni       | FDJ.fr                       | 75     |
| 5        | José Gonçalves       | La Pomme Marseille           | 50     |
| 6        | Armindo Fonseca      | Bretagne-Séché Environnement | 49     |
| 7        | Johan Le Bon         | FDJ.fr                       | 35     |
| 8        | Vegard Stake Laengen | Bretagne-Séché Environnement | 28     |
| 9        | Thomas Damuseau      | Argos-Shimano                | 25     |
| 10       | Arthur Vichot        | FDJ.fr                       | 25     |

### Equipos
| Posición | Equipo                       | Puntos |
| -------- | ---------------------------- | ------ |
| 1        | FDJ.fr                       | 145    |
| 2        | Cofidis                      | 119    |
| 4        | Bretagne-Séché Environnement | 114    |
| 4        | Ag2r La Mondiale             | 103    |
| 5        | Sojasun                      | 101    |
| 6        | Europcar                     | 94     |
| 7        | La Pomme Marseille           | 67     |
| 8        | BigMat-Auber 93              | 66     |
| 9        | Roubaix-Lille Métropole      | 64     |